# Christel Stegmann
Christel Stegmann, geborene Timmermann, (* 26. Oktober 1919 in Hamburg; † 19. Juli 2007 ebenda) war eine deutsche Politikerin (GVP, FDP, SDU).

## Leben
Stegmann, die in Hoheluft-Ost wohnte, war zunächst kaufmännische Angestellte und später selbständige Versicherungskauffrau von Beruf. Sie schloss sich zunächst der Gesamtdeutschen Volkspartei von Gustav Heinemann an, in deren geschäftsführenden Landesvorstand sie 1953 gewählt wurde. Für die GVP kandidierte sie bei der Bundestagswahl 1953 im Wahlkreis Hamburg I und auf Platz zwei der Hamburger Landesliste. Als das Scheitern der GVP offenbar wurde, schloss sie sich im Gegensatz zu Heinemann und dem Großteil der Mitglieder nicht der SPD an, sondern wurde 1956 Mitglied der FDP. Dort gehörte sie ab 1966 dem Landesvorstand an und wurde 1967 stellvertretende Landesvorsitzende.
Für die FDP wurde Stegmann 1957 in die Bezirksversammlung Hamburg-Nord gewählt. Ab 1961 war sie Vorsitzende der FDP-Fraktion in der Bezirksversammlung. Als Bezirksabgeordnete setzte sich unter anderem dafür ein, dass mehr Kinderspielplätze gebaut werden, dass die Taktung des ÖPNV am Wochenende verbessert wird, dass Altbauwohnungen der Neuen Heimat im innerstädtischen Bereich erhalten bleiben sollten, und dass zum Schutz vor Fluglärm eine weitere Lärmschutzhalle gebaut wird und den Anwohnern des Flughafens Lärmschutzfenster finanziert werden. Nachdem nach der Verfassungsänderung vom 19. Februar 1971 das Bürgerschaftsmandat der Senatoren ruhte, gehörte sie zu den neuen Abgeordneten, die das Mandat eines der Senatoren ausübten und legte ihr Mandat in der Bezirksversammlung nieder. Mit dem Ausscheiden von Helga Schuchardt nach ihrer Wahl in den Deutschen Bundestag rückte sie am 17. Januar 1973 endgültig in die Bürgerschaft nach. Sie war Mitglied der Parlamentarischen Untersuchungsausschüsse  zur Überprüfung der Ablagerung von Industrie- und Hausmüll, zur Untersuchung von Vorfällen im Zusammenhang mit postoperativen Todesfällen in der Frauenklinik des Universitätskrankenhauses Eppendorf und zur Untersuchung von Strahlenschäden im AK St. Georg. Zudem gehörte sie dem Sportausschuss, dem Gesundheitsausschuss, dem Ausschuss für Schule, Jugend und Berufsbildung, dem Umweltausschuss und kurzzeitig auch dem Innenausschuss an. Mit Kritik am Linksruck der FDP Hamburg  trat sie am 21. September 1973 aus der Partei und der Fraktion aus und gehörte der Bürgerschaft bis zum Ende der Wahlperiode als fraktionslose Abgeordnete an.
1978 beteiligte sie sich an der Gründung des Hamburger Landesverbandes der Sozialen Demokratischen Union, die vorwiegend von ehemaligen Mitgliedern des rechten SPD-Flügels gegründet worden war, und wurde dort stellvertretende Landesvorsitzende. Nach internen Streitigkeiten um von der CDU angebotene Deputiertensitze in den Hamburger Fachbehörden für die Vorstandsmitglieder Wolfgang Duysen und Winfried Döbertin verließ sie die SDU allerdings bereits im Juli 1978 wieder.